# Ambulyx tobii
Ambulyx tobii là một loài bướm đêm thuộc họ Sphingidae. Nó được tìm thấy ở Nhật Bản và Hàn Quốc down through miền đông Trung Quốc tới Bhutan, Tây Tạng, Vân Nam, Việt Nam và Đài Loan.
Sải cánh dài 105–117 mm.